# Christina McHale
Christina McHale (Teaneck, New Jersey, 1992. május 11. –) amerikai teniszezőnő, olimpikon, párosban junior Grand Slam-tornagyőztes.
2010–2022 közötti karrierje során egyéniben egy WTA- és három ITF-, párosban két WTA-, egy WTA125K és négy ITF-tornát nyert meg. Legjobb egyéni világranglista-helyezése a 21. hely volt, ezt 2012. augusztus 20-án érte el, párosban a legjobbjaként a 35. helyre 2017. január 9-én került. A juniorok között a 2009-es Australian Openen párosban tornagyőzelmet ért el. A felnőtt Grand Slam-tornákon legjobb eredményeként egyéniben mind a négy tornán a 3. körig jutott, párosban ugyanezt sikerült elérnie 2011-ben, 2016-ban és 2018-ban Wimbledonban, valamint 2018-ban a US Openen. 2010 óta az amerikai Fed-kupa-csapat tagja.
Az Amerikai Egyesült Államok csapatának tagjaként részt vett a 2012-es londoni olimpia női egyes versenyén. A 2011-es Pánamerikai Játékokon Guadalajarában párosban ezüst, egyéniben bronzérmet nyert.
Testvére Lauren, aki Ryan Harrison profi teniszező felesége.
2022 augusztusában jelentette be visszavonulását a profi tenisztől. 2024 novemberében visszatért a profi versenyzéshez.

## WTA-döntői

### Egyéni

#### Győzelmei (1)
| Összesítés            |                               |
| Grand Slam-torna (0)  |                               |
| Premier Mandatory (0) | WTA 1000 (mandatory)* (0)     |
| Premier Five (0)      | WTA 1000 (non-mandatory)* (0) |
| Premier (0)           | WTA 500* (0)                  |
| International (1)     | WTA 250* (0)                  |

*2021-től megváltozott a tornák kategóriáinak elnevezése.
| No. | Dátum                | Helyszín                  | Borítás | Ellenfél a döntőben | Eredmény a döntőben | Eredmény a döntőben |
| 1.  | 2016. szeptember 18. | Japan Women's Open, Tokió | Kemény  | Kateřina Siniaková  | 3–6, 6–4, 6–4       |                     |

#### Elveszített döntői (1)
| No. | Dátum            | Helyszín                          | Borítás | Ellenfél a döntőben | Eredmény a döntőben | Eredmény a döntőben |
| 1.  | 2014. március 2. | Abierto Mexicano Telcel, Acapulco | Kemény  | Dominika Cibulková  | 6–7(3), 6–4, 4–6    |                     |

### Páros

#### Győzelmei (2)
| Összesítés            |                               |
| Grand Slam-torna (0)  |                               |
| Premier Mandatory (0) | WTA 1000 (mandatory)* (0)     |
| Premier Five (0)      | WTA 1000 (non-mandatory)* (0) |
| Premier (0)           | WTA 500* (0)                  |
| International (2)     | WTA 250* (0)                  |

*2021-től megváltozott a tornák kategóriáinak elnevezése.
|    | Dátum             | Torna                                 | Borítás | Partner       | Ellenfél a döntőben           | Döntő eredménye  |
| 1. | 2016. január 16.  | Moorilla Hobart International, Hobart | Kemény  | Han Hszin-jün | Kimberly Birrel Jarmila Wolfe | 6–1, 4–6, [7–10] |
| 2. | 2016. október 16. | Tianjin Open, Tiencsin                | Kemény  | Peng Suaj     | Hszü Ji-fan Magda Linette     | 7–6(8), 6–0      |

#### Elveszített döntői (2)
|    | Dátum                | Torna                              | Borítás | Partner           | Ellenfél a döntőben      | Döntő eredménye  |
| 1. | 2019. szeptember 15. | Japan Women's Open, Hirosima       | Kemény  | Valerija Szavinih | Doi Miszaki Hibino Nao   | 6–3, 4–6, [4–10] |
| 2. | 2021. augusztus 28.  | Cleveland Championships, Cleveland | Kemény  | Szánija Mirza     | Aojama Súko Sibahara Ena | 5–7, 3–6         |

## WTA 125K döntői

### Páros

#### Győzelmei (1)
|    | Dátum             | Torna                                 | Borítás | Partner     | Ellenfél a döntőben     | Eredmény a döntőben |
| 1. | 2025. március 30. | Puerta Vallarta Open, Puerto Vallarta | Kemény  | Hanna Chang | Maya Joint Sibahara Ena | 2–6, 6–2, [10–7]    |

## ITF döntői (7–6)

### Egyéni (3–3)
| Díjazás              |
| -------------------- |
| $100,000 torna       |
| $75,000/80,000 torna |
| $50,000/60,000 torna |
| $25,000 torna        |
| $15,000 torna        |
| $10,000 torna        |

| Borításonként |
| ------------- |
| Kemény (1–2)  |
| Salak (2–1)   |
| Fű (0–0)      |
| Szőnyeg (0–0) |

| Eredmény | No. | Dátum             | Torna                         | Borítás | Ellenfél           | Eredmény      |
| -------- | --- | ----------------- | ----------------------------- | ------- | ------------------ | ------------- |
| Döntős   | 1.  | 2007. október 22. | Itu, Brazília                 | Salak   | Mailen Auroux      | 5–7, 2–6      |
| Döntős   | 2.  | 2009. október 5.  | Troy, Egyesült Államok        | Kemény  | Alison Riske       | 4–6, 6–2, 5–7 |
| Győztes  | 1.  | 2011. június 5.   | Róma, Olaszország             | Salak   | Jekatyerina Lopesz | 6–2, 6–4      |
| Győztes  | 2.  | 2016. január 31.  | Maui, Egyesült Államok        | Kemény  | Raveena Kingsley   | 6–3, 4–6, 6–4 |
| Győztes  | 3.  | 2019. május 12.   | Cagnes-sur-Mer, Franciaország | Salak   | Stefanie Vögele    | 7–6(4), 6–2   |
| Döntős   | 3.  | 2022. január 30.  | Orlando, Egyesült Államok     | Kemény  | Cseng Csin-ven     | 0–6, 1–6      |

### Páros (4–3)
| Díjazás        |
| -------------- |
| $100,000 torna |
| $75,000 torna  |
| $50,000 torna  |
| $25,000 torna  |
| $15,000 torna  |
| $10,000 torna  |

| Borításonként |
| ------------- |
| Kemény (2–2)  |
| Salak (2–1)   |
| Fű (0–0)      |
| Szőnyeg (0–0) |

| Eredmény | No. | Dátum             | Torna                     | Borítás    | Partner           | Ellenfél                            | Eredmény    |
| -------- | --- | ----------------- | ------------------------- | ---------- | ----------------- | ----------------------------------- | ----------- |
| Döntős   | 1.  | 2007. május 29.   | Houston, Egyesült Államok | Kemény     | Kimberly Couts    | Helen Besovic Nina Munch-Soegaard   | 6–7(2), 5–7 |
| Győztes  | 1.  | 2007. október 15, | Serra Negra, Brazília     | Salak      | Allie Will        | Mailen Auroux Tatiana Búa           | 7–5, 6–3    |
| Győztes  | 2.  | 2008. június 23.  | Wichita, Egyesült Államok | Kemény     | Sloane Stephens   | Dominika Diešková Ana Clara Duarte  | 6–3, 6–2    |
| Döntős   | 2.  | 2009. június 8.   | Szczecin, Lengyelország   | Salak      | Asia Muhammad     | Michaela Paštiková Lenka Tvarosková | 1–6, 0–6    |
| Győztes  | 3.  | 2010. május 31.   | Róma, Olaszország         | Salak      | Olivia Rogowska   | Iryna Brémond Arantxa Rus           | 6–4, 6–1    |
| Döntős   | 3.  | 2013. október 27. | Poitiers, Franciaország   | Kemény (f) | Monica Niculescu  | Lucie Hradecká Michaëlla Krajicek   | 6–7(5), 2–6 |
| Győztes  | 4.  | 2025. március 16. | Montréal, Kanada          | Kemény (f) | Raphaëlle Lacasse | Sara Daavettila Sebastiani Leon     | 7–5, 6–1    |

## Eredményei Grand Slam-tornákon

### Egyéni
| Grand Slam | Australian Open | Australian Open    | Roland Garros  | Roland Garros      | Wimbledon | Wimbledon           | US Open        | US Open              |
| Év         | Eredmény        | Utolsó ellenfél    | Eredmény       | Utolsó ellenfél    | Eredmény  | Utolsó ellenfél     | Eredmény       | Utolsó ellenfél      |
| 2009       | 1. kör          | Jessica Moore      | –              | –                  | –         | –                   | 2. kör         | Marija Sarapova      |
| 2010       | Selejtező       | Selejtező          | 1. kör         | Varvara Lepchenko  | –         | –                   | 1. kör         | Vania King           |
| 2011       | 1. kör          | C Suárez Navarro   | 1. kör         | Sara Errani        | 2. kör    | Tamira Paszek       | 3. kör         | Marija Kirilenko     |
| 2012       | 3. kör          | Jelena Janković    | 3. kör         | Li Na              | 3. kör    | Angelique Kerber    | 1. kör         | Kiki Bertens         |
| 2013       | 1. kör          | J Putyinceva       | 1. kör         | Jana Čepelová      | 2. kör    | Marion Bartoli      | 3. kör         | Ana Ivanović         |
| 2014       | 2. kör          | Caroline Wozniacki | 1. kör         | Jelena Vesznyina   | 1. kör    | Chanelle Scheepers  | 2. kör         | V Azaranka           |
| 2015       | 2. kör          | Carina Witthöft    | 1. kör         | L Domínguez Lino   | 2. kör    | Sabine Lisicki      | 1. kör         | Petra Cetkovská      |
| 2016       | 1. kör          | A Radwańska        | 1. kör         | Myrtille Georges   | 2. kör    | Serena Williams     | 2. kör         | Roberta Vinci        |
| 2017       | 1. kör          | Kristína Kučová    | 1. kör         | Sz Kuznyecova      | 2. kör    | Agnieszka Radwańska | 2. kör         | Darja Kaszatkina     |
| 2018       | 1. kör          | A Szasznovics      | 1. kör         | Alexandra Dulgheru | 1. kör    | Vera Lapko          | 1. kör         | Francesca Di Lorenzo |
| 2019       | Selejtező (Q3)  | Selejtező (Q3)     | Selejtező (Q1) | Selejtező (Q1)     | 1. kör    | Harriet Dart        | Selejtező (Q2) | Selejtező (Q2)       |
| 2020       | 1. kör          | Petra Martić       | 2. kör         | PM Țig             | elmaradt  | elmaradt            | 1. kör         | Sorana Cîrstea       |
| 2021       | 1. kör          | Nadia Podoroska    | 1. kör         | A Pavljucsenkova   | 1. kör    | Madison Brengle     | 2. kör         | Barbora Krejčíková   |
| 2022       | Selejtező (Q3)  | Selejtező (Q3)     | Selejtező (Q3) | Selejtező (Q3)     | 1. kör    | S Sorribes Tormo    | Selejtező (Q1) | Selejtező (Q1)       |

### Páros
| Grand Slam | Australian Open         | Australian Open                       | Roland Garros             | Roland Garros                           | Wimbledon               | Wimbledon                         | US Open                  | US Open                               |
| Év         | Eredmény Partner        | Utolsó ellenfél                       | Eredmény Partner          | Utolsó ellenfél                         | Eredmény Partner        | Utolsó ellenfél                   | Eredmény Partner         | Utolsó ellenfél                       |
| 2009       | –                       | –                                     | –                         | –                                       | –                       | –                                 | 1. kör Asia Muhammad     | Cara Black Liezel Huber               |
| 2010       | –                       | –                                     | –                         | –                                       | –                       | –                                 | 1. kör Riza Zalameda     | B Mattek-Sands M Shaughnessy          |
| 2011       | –                       | –                                     | –                         | –                                       | 3. kör Angelique Kerber | Liezel Huber Lisa Raymond         | 1. kör Rebecca Marino    | M Kirilenko Nagyja Petrova            |
| 2012       | 1. kör Angelique Kerber | Květa Peschke K Srebotnik             | 2. kör Janette Husárová   | N Llagostera Vives M J Martínez Sánchez | 2. kör Tamira Paszek    | Sara Errani Roberta Vinci         | –                        | –                                     |
| 2013       | 1. kör Eléni Danjilídu  | Andrea Hlaváčková Lucie Hradecká      | 1. kör Tamira Paszek      | K Date Kimiko A Parra Santonja          | 2. kör Tamira Paszek    | J Makarova J Vesznyina            | 1. kör A Klejbanova      | A Medina Garrigues Flavia Pennetta    |
| 2014       | 1. kör V Havarcova      | Katarzyna Piter Alicja Rosolska       | 1. kör Chanelle Scheepers | O Kalasnikova Katarzyna Piter           | 1. kör A Tomljanović    | Garbiñe Muguruza C Suárez Navarro | 2. kör A K Schmiedlová   | Vania King Lisa Raymond               |
| 2015       | 1. kör Lauren Davis     | V Gyacsenko Monica Niculescu          | 1. kör Nara Kurumi        | V Lepchenko Cseng-Szaj-szaj             | 1. kör V Lepchenko      | L Arruabarrena I-C Begu           | 1. kör A Dulgheru        | Csan Hao-csing Csan Jung-zsan         |
| 2016       | 1. kör Polona Hercog    | A Medina Garrigues A Parra Santonja   | 2. kör Coco Vandeweghe    | Julia Görges Karolína Plíšková          | 3. kör Jeļena Ostapenko | Martina Hingis Szánija Mirza      | –                        | –                                     |
| 2017       | 1. kör Asia Muhammad    | Katarina Srebotnik Cseng Szaj-szaj    | –                         | –                                       | 1. kör Julia Boserup    | Ninomija Makoto Renata Voráčová   | 1. kör Heather Watson    | Lucie Šafářová Barbora Strýcová       |
| 2018       | –                       | –                                     | 1. kör Peng Suaj          | Nicole Melichar Květa Peschke           | 3. kör Jeļena Ostapenko | Tatjana Maria Heather Watson      | 3. kör Caroline Dolehide | A Pavljucsenkova Anastasija Sevastova |
| 2019       | –                       | –                                     | –                         | –                                       | –                       | –                                 | 2. kör Kristie Ahn       | Gabriela Dabrowski Hszü Ji-fan        |
| 2020       | 1. kör Vania King       | Bernarda Pera Renata Voráčová         | 1. kör Anna Blinkova      | V Kugyermetova Csang Suaj               | elmaradt                | elmaradt                          | 1. kör UM Arconada       | A-L Friedsam Kateřina Siniaková       |
| 2021       | 2. kör Unsz Dzsábir     | Barbora Krejčíková Kateřina Siniaková | –                         | –                                       | 1. kör Ajla Tomljanović | Kaitlyn Christian Hibino Nao      | 1. kör Giuliana Olmos    | Leylah Fernandez Erin Routliffe       |

## Év végi világranglista-helyezései
| Év     | 2007 | 2008 | 2009 | 2010 | 2011 | 2012 | 2013 | 2014 | 2015 | 2016 | 2017 | 2018 | 2019 | 2020 | 2021 |
| Egyéni | 712. | 425. | 218. | 115. | 42.  | 33.  | 68.  | 54.  | 64.  | 45.  | 63.  | 155. | 85.  | 80.  | 158. |
| Páros  | 681. | 571. | 488. | 435. | 175. | 166. | 126. | 178. | 259. | 38.  | 130. | 143. | 157. | 129. | 129. |